# Stor hjortticka
Stor hjortticka (Datronia mollis) är en svampart som först beskrevs av Sommerf., och fick sitt nu gällande namn av Donk 1966. Stor hjortticka ingår i släktet Datronia och familjen Polyporaceae.  Arten är reproducerande i Sverige. Inga underarter finns listade i Catalogue of Life.

## Källor

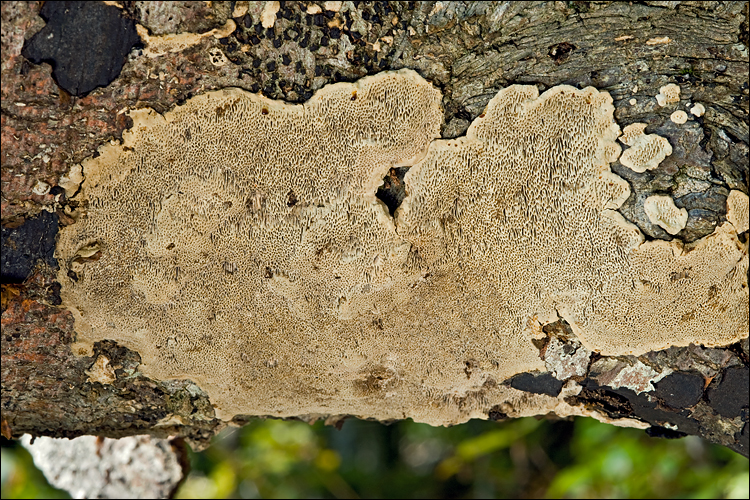
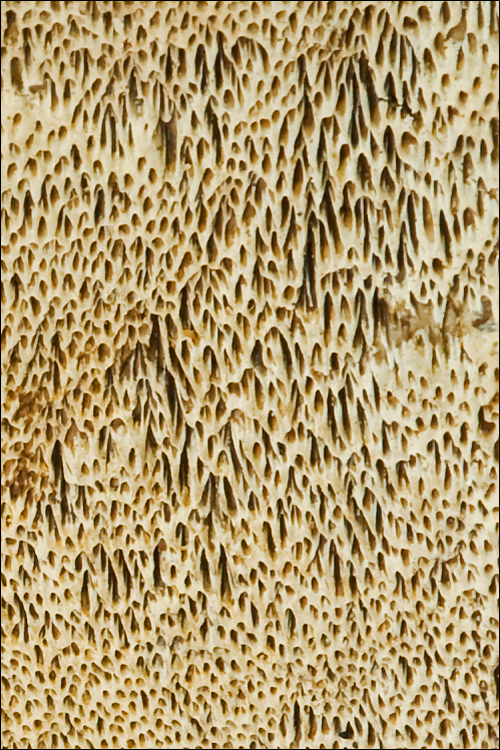
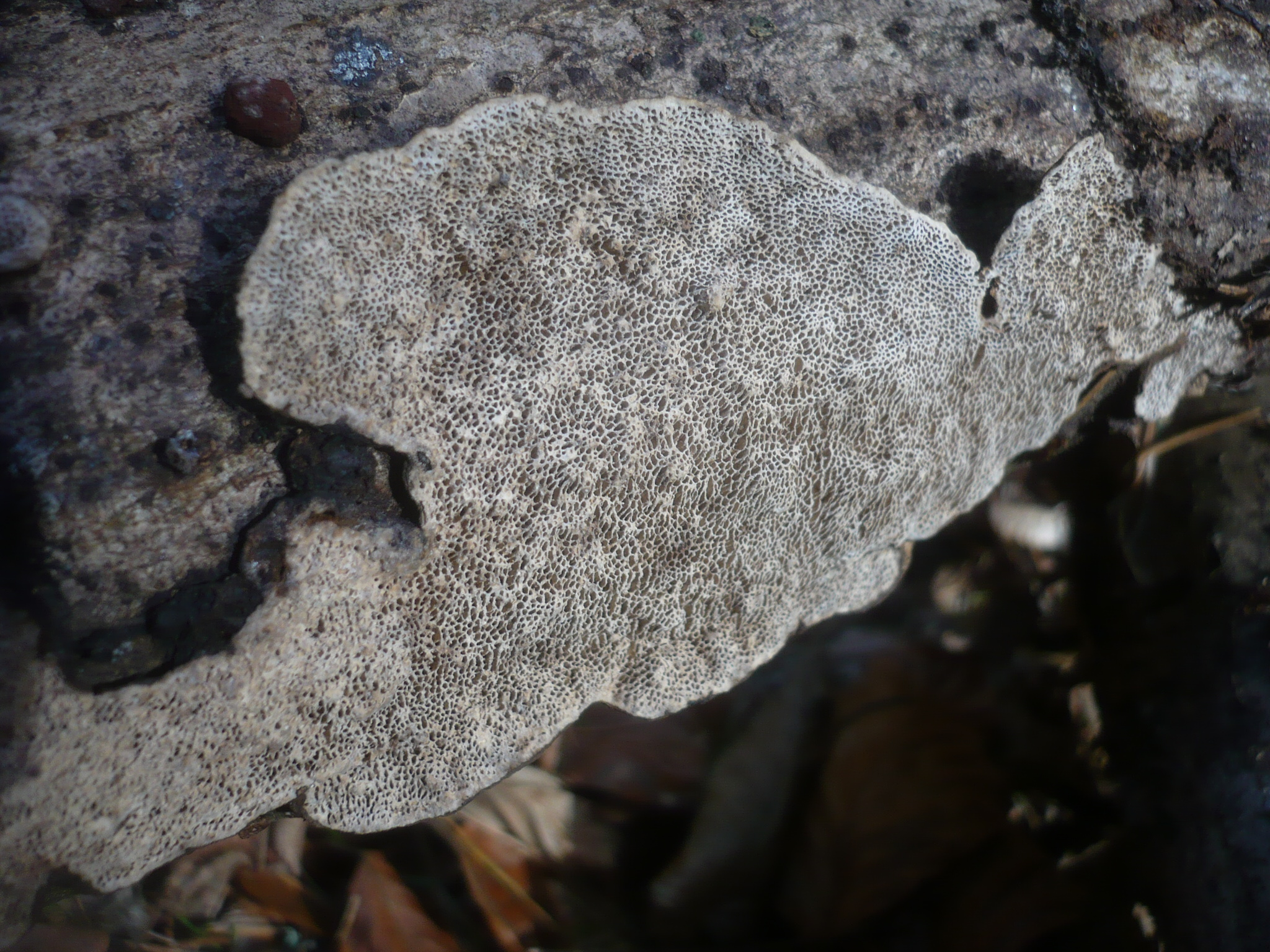